# Fred Hoiberg
Fredrick Kristian Hoiberg, född 15 oktober 1972 i Lincoln i Nebraska, är en amerikansk baskettränare och före detta basketspelare. Han spelade under åren 1995-1999 i NBA-laget Indiana Pacers, 1999-2003 i Chicago Bulls och 2003-2005 i Minnesota Timberwolves.